# Proveis
Proveis ([proˈfaɪ̯s]; italienisch: Proves) ist eine italienische Gemeinde mit 249 Einwohnern (Stand 31. Dezember 2023) in Südtirol am Deutschnonsberg westlich von Bozen auf 1420 m s.l.m.

## Geographie

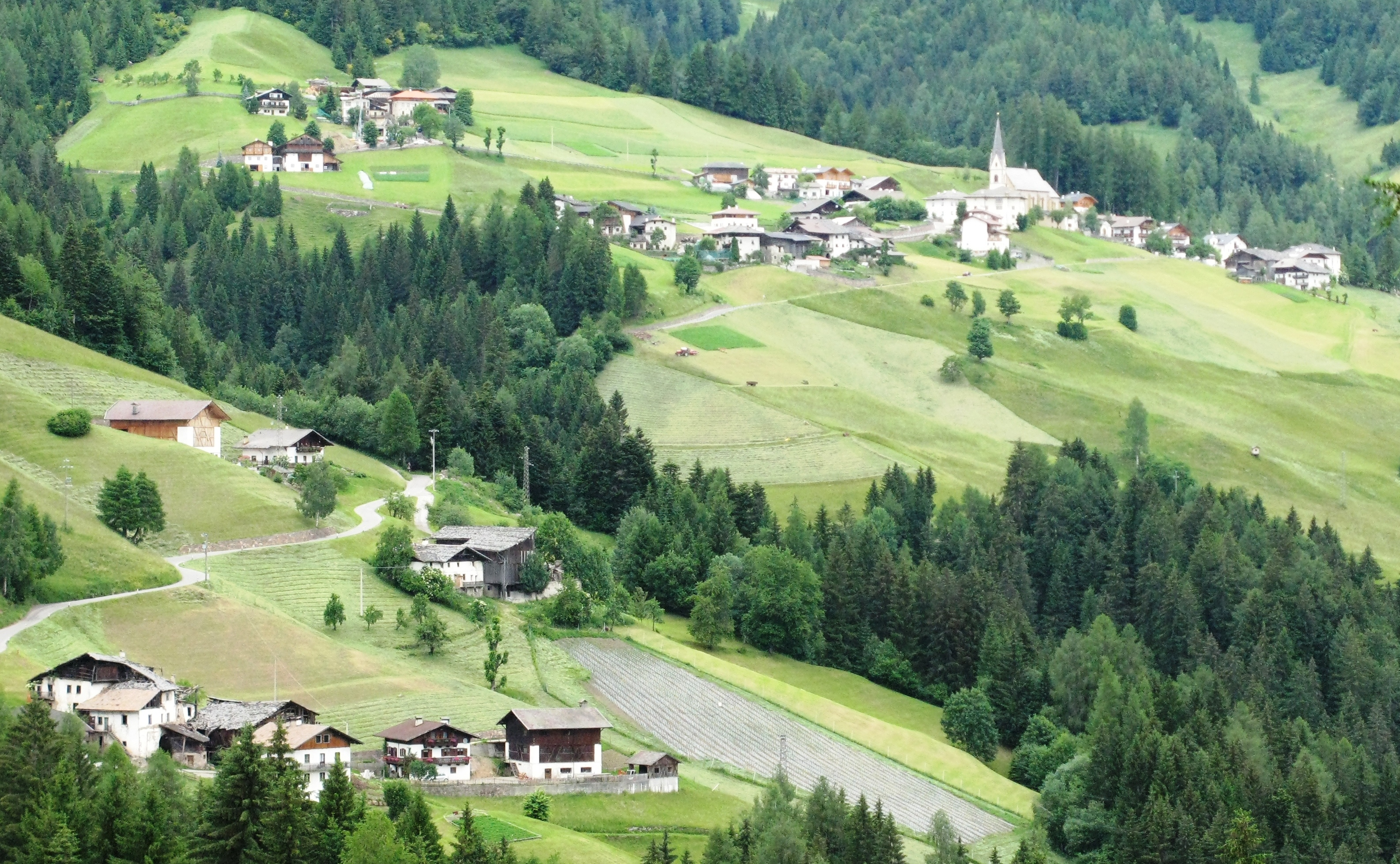
Blick auf Proveis

Die Gemeinde Proveis befindet sich im Nonstal, genauer am Deutschnonsberg, wie der deutschsprachige Bereich des Tals genannt wird. Zusammen mit der Nachbargemeinde Laurein ragt Proveis als Südtiroler Sporn in das ansonsten italienischsprachige und größtenteils zum Trentino gehörende Nonstal hinein. Das Gemeindegebiet befindet sich im obersten Talabschnitt, wo das Hofmahdjoch (1781 m) einen Übergang ins Ultental vermittelt. Das kleine Dorfzentrum liegt auf 1420 m Höhe an der Südabdachung des Ilmenkamms der Ortler-Alpen. Dort erreicht das Gemeindegebiet an der Hochwart (2627 m) seinen höchsten Punkt.

## Geschichte
Proveis wird 1274 als in Provesso, 1328 als in montanea Provesi, 1332 als de Provexio und 1524 als Proveis erwähnt.
Ab 1850 wirkte in Proveis als kirchlicher Kooperator der aus dem Nachbardorf Laurein gebürtige Franz Xaver Mitterer, Exponent des „Deutschen Schutzvereins“.
Proveis gehörte bis zum Ende des Ersten Weltkriegs zur Grafschaft Tirol und damit zu Österreich-Ungarn. Mit dem Vertrag von Saint-Germain kam das Dorf 1920 zusammen mit dem Großteil Tirols südlich des Alpenhauptkamms zu Italien. Als 1927 auf diesen ehemals österreichischen Gebieten die beiden Provinzen Bozen und Trient entstanden, wurde Proveis wie auch die anderen Dörfer des Deutschnonsbergs der mehrheitlich italienischsprachigen Provinz Trient zugeschlagen, wo es der Gemeinde Rumo zugeordnet wurde. Erst 1948 wurde Proveis als nun wieder eigenständige Gemeinde in die Provinz Bozen bzw. Südtirol eingegliedert.
Bis 1998, als ein Tunnel unter dem Hofmahdjoch in das Ultental eröffnet wurde, waren Proveis und Laurein vom übrigen Südtirol aus für den Kraftverkehr nur über Trentiner Territorium erreichbar.

## Politik

### Bürgermeister
Bürgermeister seit 1952:
- Peter Pichler: 1952–1956
- Engelbert Dallasega: 1956–1960
- Josef Malleier: 1960–1969
- Franz Mitterer: 1969–1985
- Robert Gamper: 1985–1995
- Sebastian Mairhofer: 1995–2010
- Ulrich Gamper: seit 2010

### Wappen
Wappenbeschreibung; In Blau ein schwarzer Birkhahn auf goldenem Helmkissen mit Kleeblattecken.

## Bevölkerung
Proveis ist gemäß den erhobenen Sprachgruppenzugehörigkeitserklärungen bzw. Sprachgruppenzuordnungserklärungen eine weitgehend deutschsprachige Gemeinde. Als Berechnungsgrundlage der folgenden Prozentwerte wurden die gültigen Erklärungen von Personen mit italienischer Staatsbürgerschaft herangezogen.
| Sprache     | 1981    | 1991    | 2001    | 2011    | 2024    |
| ----------- | ------- | ------- | ------- | ------- | ------- |
| Deutsch     | 98,70 % | 95,90 % | 97,84 % | 97,71 % | 97,45 % |
| Italienisch | 1,30 %  | 3,75 %  | 2,16 %  | 2,29 %  | 2,55 %  |
| Ladinisch   | 0,00 %  | 0,34 %  | 0,00 %  | 0,00 %  | 0,00 %  |

## Sehenswürdigkeiten und Bildung

### Öffentliche Schule
In der Gemeinde gibt es eine Grundschule für die deutsche Sprachgruppe.

### Spitzenklöppelschule
In der 2. Hälfte des 19. Jahrhunderts ergriff Franz Mitterer Maßnahmen gegen die kargen Lebensverhältnisse und gründete eine Klöppelschule für Mädchen sowie eine Korbflechtschule für Burschen als neue Einkommensquellen und Nebenverdienst für die lokale Bevölkerung. Die von Mitterer 1873 eingerichtete Klöppelschule wurde 1875 aufgelöst und 1876 als „Kaiserlich und königliche Spitzenarbeits-Schule“ neu eröffnet und entwickelte sich zu einer zur damaligen Zeit weitum bekannten, in Reiseführern empfohlenen und einflussreichen k. k. Fachschule. Proveis war beispielgebend für weitere in den Folgejahren vom Unterrichtsministerium teils direkt ins Leben gerufene, teils von diesem subventionierte Filialen: in Malé (1879), Lusern (1882/83), Dol-Otlica (1885), Predazzo (1885), Flitsch (1887), Calavino (1890, 1895 nach Tione verlegt), Cles (1891), Čepovan (1891) und Prettau (privat initiiert, ab 1894 staatlich subventioniert). Die am stärksten besuchte Schule war in Proveis (51 Schülerinnen). Nachdem die letzte Klöppellehrerin in den 1960er Jahren geheiratet hatte, schlossen sich die Tore der Klöppelschule. Seit 1996 wird das Handwerk von einer Verwandten der letzten Lehrerin wieder betrieben und auch in der Nachbargemeinde Ulten erneut in einer öffentlich geförderten Schule unterrichtet.